# Château de Vaucouleurs (Var)
Pour les articles homonymes, voir château de Vaucouleurs.
Le château de Vaucouleurs est une demeure située dans la commune de Puget-sur-Argens
dans le département du Var, en région Provence-Alpes-Côte d'Azur.

## Histoire
En 1686, le bourguignon Jean-Baptiste Jodelet sieur de Vaucouleurs, intendant de l'évêque de Fréjus sous Louis XIV, devient propriétaire à Puget-sur-Argens d’une parcelle de 50 ha le long de la rivière Canavère. Il y planta des vignes et y construisit une solide ferme vinicole, devenue l’actuelle « cave » du château.
Son fils Honoré, né en 1687 à Fréjus, hérite du domaine après la mort de son père en 1697.
Au cours du XVIIIe siècle, la propriété passe aux mains de Joseph Brun ménager de Fréjus vers 1730, puis son fils Jean Brun, par contrat de mariage en 1755.
En 1772, Sieur Nicolas Rey, maire de la ville, grand bourgeois du Puget et propriétaire des terres jouxtant la parcelle de Vaucouleurs, achète le domaine et y construit une imposante bastide sur un rocher plat, point culminant de la parcelle.
Durant la période Rey, des soirées mondaines étaient organisées en compagnie d'illustres personnalités, faisant sa renommée dans le Var. La légende raconte que Napoléon Bonaparte de retour d'Egypte en octobre 1799 y fit sa première halte sur le sol français avant de gagner Paris.
En 1826, le château n'existe pas encore. L’ensemble du domaine est représenté sur le cadastre Napoléonien par une parcelle viticole de 75 ha sous le nom de « Bastide Rey ».
En 1831, le domaine est offert par Nicolas Rey lors du mariage de Joseph Court avec sa petite fille Magdeleine-Sophie Rey. La bastide devient "Villa Sophie", l'inscription est encore visible sur l'arche de la porte principale du château. Cette dernière décède quelques années plus tard en 1837.
Monsieur Joseph Court porté par le vent de « Folies » de la fin du XIXe siècle, entreprend la construction de deux tours crénelées, de jardins à la française et d’un Hippodrome.
Ce nouvel aspect médiéval amène la bastide à être renommée « Château de Vaucouleurs », qui demeure encore aujourd'hui sur l'étiquette des crus.
Inauguré le 3 juin 1883, le champ de course de Vaucouleurs était l'un des plus vastes et des mieux aménagés du Midi. Ce jour-là plus de 5000 visiteurs affluèrent au Puget d'après le journal Le Var du 7 juin 1883. Le « tout Paris » de la côte d’Azur viendra jouer aux courses et festoyer au Domaine.
Cependant l’hippodrome ne dura qu’un temps, les vignes reprirent vite possession des terres.
Le château est ensuite acquis par Madame Robilis en 1892, Monsieur Po en 1923, Monsieur Zaugg en 1927 puis Monsieur Sénéchal en 1932.

## Le château pendant la guerre
En 1943, Guillaume Le Bigot, contrôleur général de la Marine française, achète le château et son domaine viticole.
À peine installés, ils eurent la désagréable surprise de voir le château réquisitionné pour les militaires Italiens. Puis vinrent les Allemands, ils prirent possession de tout le rez-de-chaussée et de l'étage où une chambre et une pièce avec cuisine furent réservées à la propriétaire et à ses enfants.
Les occupants allemands transformèrent également le hangar agricole à côté du Château en cantine, comme en témoigne encore l'inscription "Kantine" sur l'une de ses portes. 
Le maréchal Rommel en personne vînt à Vaucouleurs. Sa présence était dictée par des considérations stratégiques. Son projet était d'installer des batteries sur les tours du château. Heureusement cela s'avéra impossible du fait de leur accès par une verrière et un escalier. De plus les tours ne sont pas en terrasses mais couvertes de toits pentus. Les canons furent donc installés dans la partie la plus élevée du domaine, pointés vers la mer pour contrer un éventuel débarquement des troupes alliées.
À cette époque, les Allemands étaient très inquiets sur leur avenir. Ils demandèrent même à Mme Le Bigot d'écouter la radio pour être au courant des événements.
Peu avant le débarquement ils se retirèrent dans les bois car ils redoutaient les représailles des Américains qu'on leur avait dépeint comme des sauvages torturant les prisonniers avant de les exécuter.
Enfin les troupes américaines de libération furent chaleureusement accueillies et installèrent un campement de tentes sur tout le domaine.
À leur sujet pour être honnête, disons que leur présence fut moins discrète que celle des occupants précédents. Ils buvaient sec et se montraient plutôt bruyants. Mais les épreuves qu'ils avaient endurées plaidaient en leur faveur.
Monsieur Le Bigot fût maire de Puget-sur-Argens de 1959 à 1977.

## Le passage d'illustres personnages
De sa construction jusqu’à maintenant, le château de Vaucouleurs a brillé par le prestige de ses visiteurs, d’abord Napoléon, le Maréchal Rommel, le Général Eisenhower, futur Président des Etats-Unis, le Commandant Cousteau ou encore Charles de Gaulle qui y séjourna plusieurs fois, M. Le Bigot étant à l’époque son délégué ministériel à la marine.